# ハウス・オブ・ザ・デッド (映画)
『ハウス・オブ・ザ・デッド』（House of the Dead）は、2003年に公開されたアメリカのホラー映画。ドイツの資本およびカナダで撮影されている。監督はウーヴェ・ボル。アーケードゲーム、『ザ・ハウス・オブ・ザ・デッド』を原作としている。2005年には『ハウス・オブ・ザ・デッド2』が公開された。

## ストーリー
ルディは友人たちと共に南の島でパーティを参加しやって来た。そんな時、船に乗り遅れたアリシアと友人たちは何とか島へ行くために船の船長カークに相談する。しかしカークはその島を「死の島」と呼ばれ、彼らに忠告をするが、仲間の一人が金を出され、仕方なく島へ出航した。島に着いた時には誰もいない事に不審をいだく。この時、アリシアたちは知らなかった。そこには狂気のスペイン人が死者を蘇らせる実験を続けていた。

## キャスト
役名、俳優、日本語吹替。
- ルディ - ジョナサン・チェリー（川島得愛）
本作の主人公。本名はルドルフ・キュリアン。アリシアの元恋人。南の島で恋人のリバティー達とパーティを参加していた。ゾンビたちにパーティを襲撃された際、リバティーたちと古い建物の中で避難し、偶然アリシアたちと遭遇した。生き延びるためにカークが隠していた銃を手にゾンビたちと戦い始める。仲間たちが次々と失い、喪失したルディは建物から出ようとするが、アリシアに引き止められ、生き残った仲間たちと建物から出る道を探していた。
- アリシア - オナ・グローアー（安藤麻吹）
もう一人の主人公。ルディの元恋人。南の島へ行く船を乗り遅れた彼女たちはカークの船に乗り出航した。しかし、島に着いた頃には誰もおらず、不審をいだく彼女は古い建物の中でルディたちと遭遇する。当初はルディの事はあまり良く思っていなかったが、仲間たちが次々と失った後、ルディが自ら建物から出ようと引き止めようとした際2人は口づけを交わした。キャスパーに銃の扱い方を教えられ、その腕は高く、銃だけではなく、剣も使いこなせる。
- サリッシュ - クリント・ハワード（斎藤志郎）
カークの部下。
- カーク船長 - ユルゲン・プロホノフ（原康義）
船の船長。小さな船を持っている。沿岸警備隊のキャスパーに常にマークされており、出航した際はキャスパーに後を付けられた。船長ではありながらも、銃を島に隠し持っており、彼らに銃を渡した。高圧的な態度で島へ行こうとしたアリシアたちに拒む様な態度を示していたが、途中いなくなったサリシュの様子を伺った際は根は仲間思いで、すでにゾンビとなった彼を射殺した。冷静沈着で銃火器の扱いに長けており、水上から現れたゾンビたちを臆することなく、銃でゾンビたちを倒していた。
- サイモン - タイロン・レイツォ（英語版）
カルマの恋人。実家が金持ちで、南の島へ行くためにカークに金を渡し、交渉をした。ルディ曰く頭は弱い模様。中盤ゾンビを蹴りだした時に顔に胃酸を吐かれ肌が溶けて重傷を負う。
- キャスパー - エリー・コーネル
沿岸警備隊。カークに臨検を行うので、降りよう言い出し、カークたちが乗っている船を尾行した。生存者を誘導したり、銃火器の扱いを教えるなど性格は理知的で冷静沈着。カーク同様戦闘能力は高く、狙撃でゾンビの群れにショットガンとピストルで銃撃した。
- カルマ - エヌーカ・オークマ
サイモンの恋人で黒人女性。
- グレッグ - ウィル・サンダーソン
シンシアの恋人。サイモンとは仲がいい。物語中盤、トイレで用を足そうとしたところ突然トイレが倒れ、扉が開けなくなったところでアリシアたちに助けられた。シンシアを失いながらもキャスパーと協力し、ゾンビの群れから逃走を試みるが、その途中にゾンビたちに襲撃された。
- リバティー - キーラ・クラヴェル
ルディの恋人でアジア系の女性。ルディたちと南の島でパーティを参加していた。ゾンビの騒動で彼らと古い建物の中に避難した。水中が得意で水海でゾンビに襲われていたサイモンを助け出した。
- シンシア - ソーニャ・サロマ
グレッグの恋人でブロンドヘアの女性。
- ヒュー - マイケル・エクランド
ルディたちと共に古い建物の中で避難をしたメガネをかけた青年。ビデオカメラを持ち歩き、アリシアたちに若者たちがゾンビたちに襲われた映像を見せた。このゾンビ騒動はジョージ・A・ロメロの作品ロメロ三部作が実在したと信じ込んでいた。ビデオカメラを撮り続けた彼はゾンビ化したシンシアに首を折られ死亡した。
- セルマーノ - デヴィッド・パルフィー
- トーマス・ローガン - アダム・J・ハリントン
終盤に登場。Gの相棒。キャスパーが派遣した救助隊をヘリコプターで南の島へ訪れた。生存したルディに名前を問いかけた。
- G - コリン・ローレンス
終盤に登場。ローガンの相棒。ゲームでは東洋系のロシア人であるのに対し、こちらでは黒人男性となっている。